# دومیشته
دومیشته (به بلغاری: Domishte) یک منطقهٔ مسکونی در بلغارستان است که در شهرستان کیرکوفو واقع شده‌است.